# یدک‌کش نجات

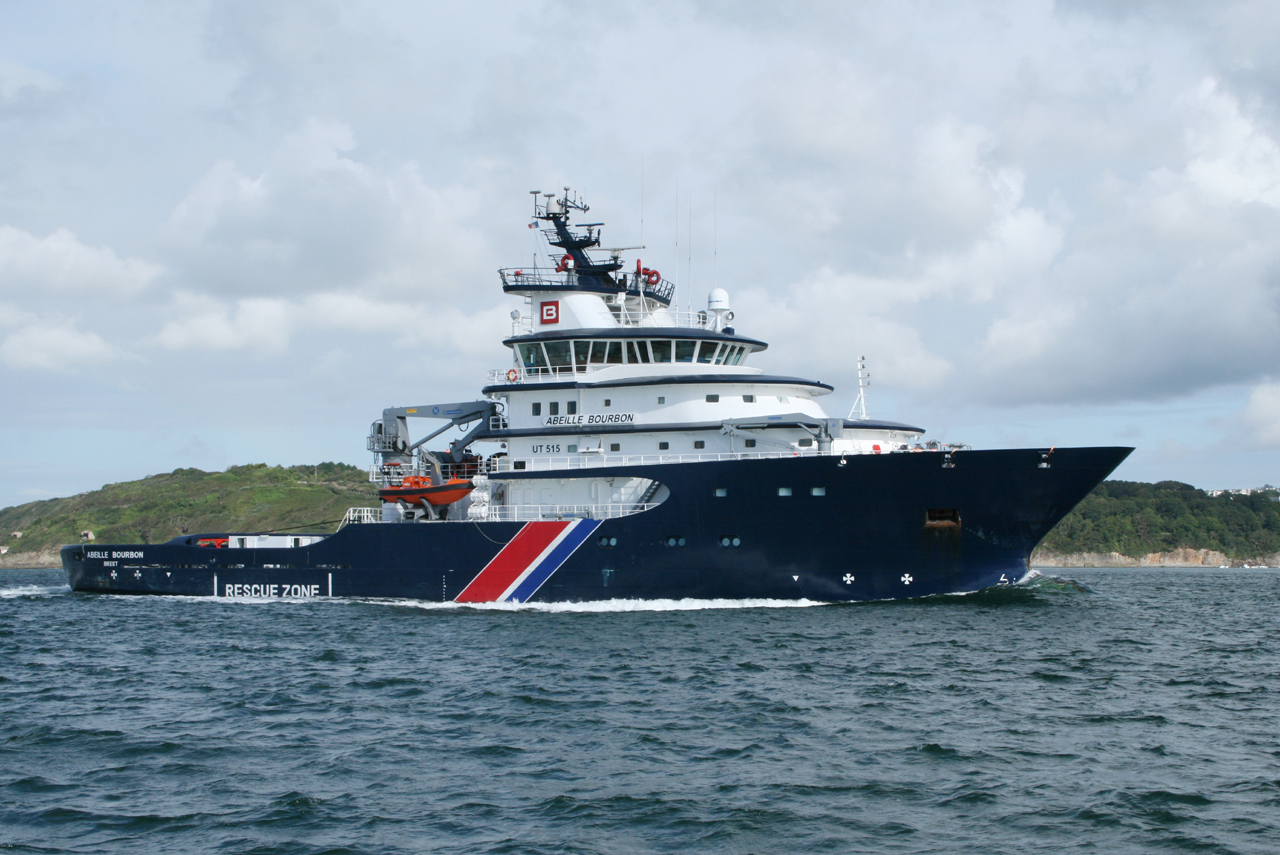
زنبور بوربون کشتی نجات فرانسوی که به عنوان یک باند اضطراری نیز کار می‌کند

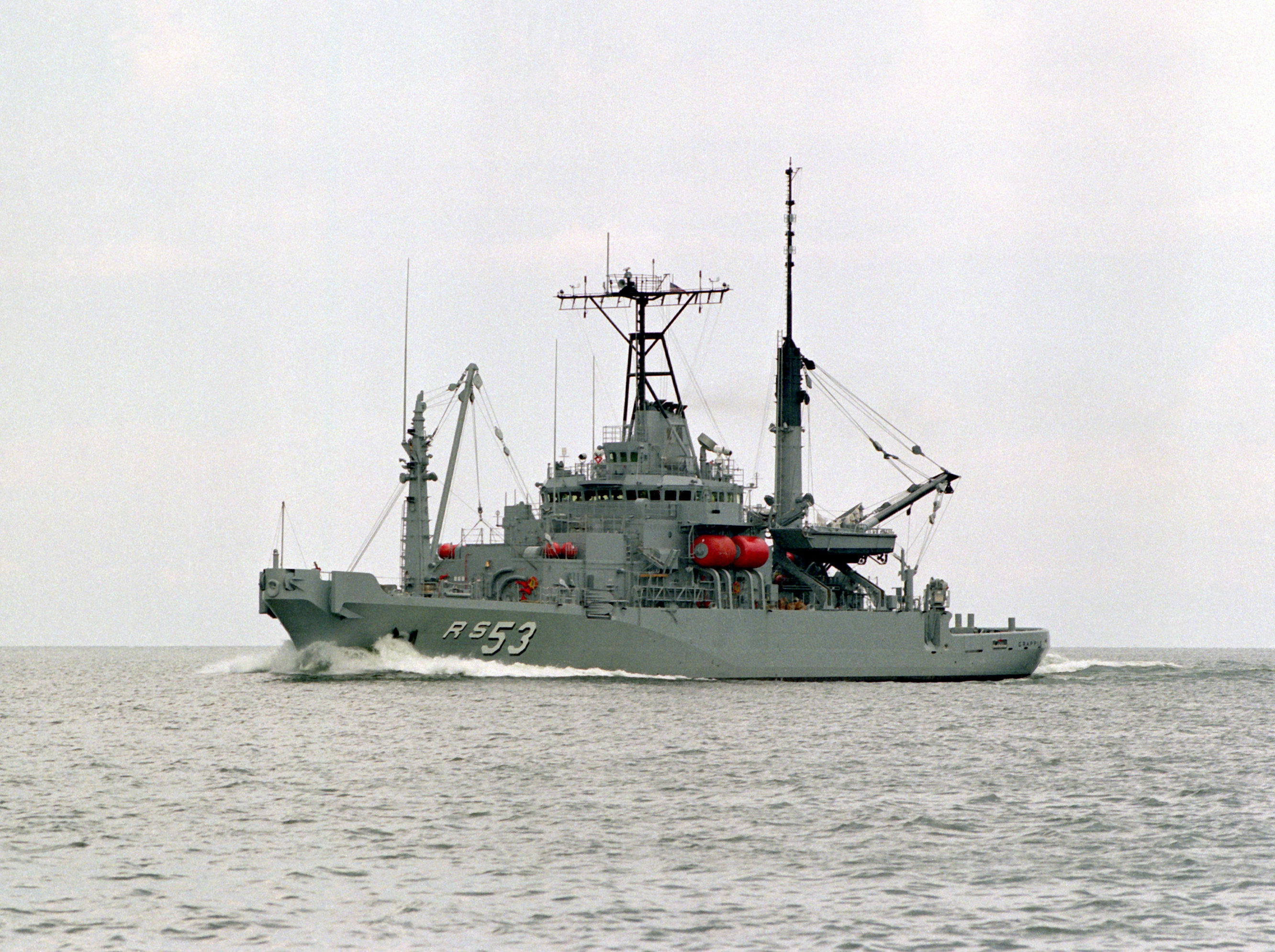
یواس‌ان‌اس گرپل (تی-ای‌آراس-۵۳) نمونه کشتی نجات دریایی است

یدک‌کش نجات، (به انگلیسی: Salvage tug) یک نوع ویژه کشتی یدک‌کش است که برای نجات کشتی‌هایی که در شرایط اضطراری یا در معرض خطر غرق شدن هستند، یا برای نجات کشتی‌های که قبلاً غرق شده‌اند یا در حال غرق هستند، استفاده می‌شود.
تاکنون تعداد معدود قایق یدک‌کش به‌طور کاملاً به کارهای نجات اختصاص داده شده‌است. در بیشتر مواقع، عملیات نجات با استفاده از کشتی یدک‌کش، بکسل، سکوها، کشتی‌ها باری انجام می‌شود.